# Dimítrios Christákos
Dimítrios Christákos (en grec moderne : Δημήτριος Χρηστάκος), né le 18 septembre 1999, est un coureur cycliste grec. Il participe à des compétitions sur route et sur piste,.

## Palmarès sur route

### Par années
- 2020
  -  Champion de Grèce sur route espoirs[3]
  -  Champion de Grèce du contre-la-montre espoirs[3]
- 2021
  -  Champion de Grèce du contre-la-montre espoirs
  - 3e du championnat de Grèce du contre-la-montre

### Classements mondiaux
| Année                                 | 2019  | 2020 | 2021 |
| ------------------------------------- | ----- | ---- | ---- |
| Classement mondial                    | 2481e | 492e | 578e |
| UCI Europe Tour                       | 1579e | 403e | 465e |
|                                       |       |      |      |
| Légende : nc = non classéSource : UCI |       |      |      |

## Palmarès sur piste
| - 2016 - 2e du championnat de Grèce de l'omnium juniors - 2018 - 3e du championnat de Grèce de l'américaine - 2019 - 2e du championnat de Grèce de course aux points - 2020 - 3e du championnat de Grèce de l'omnium | - 2021 - Champion de Grèce de poursuite - 3e du championnat de Grèce de l'américaine - 3e du championnat de Grèce du scratch - 2022 - Champion de Grèce de scratch - 2e du championnat de Grèce de poursuite - 2e du championnat de Grèce de l'américaine |